# Westliche Praxmarerkarspitze
Westliche Praxmarerkarspitze – szczyt w paśmie Karwendel, w Alpach Wschodnich. Leży w Austrii, w kraju związkowym Tyrol, przy granicy z Niemcami. Na wschód leży niższy szczyt tej góry - Östliche Praxmarerkarspitze (2638 m). Oba szczyty można zdobyć ze schroniska Pfeishütte (1922 m).